# Farkashegy
Farkashegy (horvátul: Vukanovec) falu Horvátországban, Muraköz megyében.  Közigazgatásilag Felsőmihályfalvához tartozik.

## Fekvése
Csáktornyától 9 km-re északnyugatra, községközpontjától Felsőmihályfalvától 1 km-re nyugatra a Muraközi-dombság területén fekszik.

## Története
A települést 1478-ban "Wikanowecz" alakban említik először. A csáktornyai uradalomhoz tartozott.
1477-ben Hunyadi Mátyás Ernuszt János budai nagykereskedőnek és bankárnak adományozta, aki megkapta a horvát báni címet is. 1540-ben a csáktornyai Ernusztok kihalása után az uradalom rövid ideig a Keglevich családé.
A csáktornyai uradalom részeként területe 1546-ban I. Ferdinánd király adományából a Zrínyieké lett. 
Miután Zrínyi Pétert 1671-ben felségárulás vádjával halálra ítélték és kivégezték minden birtokát elkobozták, így a birtok a kincstáré lett. III. Károly a Muraközzel együtt 1719-ben szolgálatai jutalmául elajándékozta Althan Mihály János cseh nemesnek. 1791-ben az uradalommal együtt gróf Festetics György vásárolta meg és ezután 132 évig a tolnai Festeticsek birtoka volt.
1910-ben 886, túlnyomórészt horvát lakosa volt. 1920 előtt Zala vármegye Csáktornyai járásához, majd 1941 és 1945 között ismét Magyarországhoz tartozott. 2001-ben 264 lakosa volt.

## Nevezetességei
Szent Kereszt utikápolna.

## Külső hivatkozások
- Felsőmihályfalva község hivatalos oldala
- A község a Muraköz információs portálján